# Erythroxylum moonii
Erythroxylum moonii es una especie de planta perteneciente a la familia Erythroxylaceae. Se distribuye en el sur de India y en Sri Lanka, en donde es conocida allí bajo el nombre común de Batakirilla.

## Descripción
Se trata de un arbusto grande o árbol pequeño, de 3-6 m de altura. Las hojas son lanceoladas o elípticas, de cuneadas a obtusas en la base, caudado-acuminadas en el ápice, de 4-15 x 1,5-4 cm. Los pecíolos de 2 a 5 mm de largo; nervio medio muy prominente debajo, hundido pero distinto arriba; nervios laterales 7-13 pares, débiles en ambas superficies; estípulas lanceoladas, acuminadas en el ápice, de aproximadamente 5 mm de largo, más largas o tan largas como el pecíolo, caducas que dejan una cicatriz distintiva generalmente oblicua.

## Taxonomía
La especie fue descrita por primera vez como Erythroxylum lucidum por el botánico británico Alexander Moon y publicada en A Catalogue of the Indigenous and Exotic Plants Growing in Ceylon 36 en 1824. Luego, fue descrita como Erythroxylum moonii por el botánico suizo Bénédict Pierre Georges Hochreutiner y la descripción publicada en Bulletin de l'Institut Botanique de Buitenzorg 22: 54 en 1905.

#### Basónimo
- Erythroxylum lucidum Moon, 1824

## Importancia económica y cultural
E. moonii se utiliza en la etnoveterinaria de Sri Lanka como antihelmíntico. Se han comprobado en laboratorio sus propiedades antihelmínticas como antifúngicas.